# MTX Mototrax
MTX Mototrax é um jogo eletrônico de Motocross produzido pela Activision para o PlayStation 2 e Xbox em 2004. Em 2006 o jogo foi lançado para o PlayStation Portable. O jogo foi programado para lançamento para o console GameCube em 2004, mas o lançamento para este console foi depois cancelado.

## Personagens

### Pro Riders
- Travis Pastrana
- Chad Reed
- Ezra Lusk
- Mike Brown
- Tim Ferry
- Kenny Bartram
- Carey Hart
- Tommy Clowers
- Davi Millsaps
- Ernesto Fonseca
- Jamie Dobb
- Sebastien Tortelli
- Nate Adams

### Desbloqueados
- Maggot
- Speed Demon
- Officer Dick
- Trickbot

## Níveis

### SuperCross(SX)
- Los Angeles
- Minneapolis
- Daytona
- Atlanta
- Phoenix
- São Francisco
- Denver
- St. Louis

### MotoCross(MX)
- Paradise Valley
- Pacific Hills
- McKenna Rock
- Devil's Gate
- Woodbridge
- Australia
- Boggstown
- Hawaii

### Freeride (Corrida Livre)
- Travis' Compound
- Everglades
- Rock Quarry
- Redwoods

### Freestyle Competitions (Competições de estilo livre)
- Butterfinger FMX
- Nixon FMX
- Puma FMX
- X Games IX

## Trilha Sonora

### Músicas com vocais
- AFI - "The Nephilim"
- Black Label Society - "Doomsday Jesus"
- Descendents - "Everything Sucks Today"
- The Distillers - "Dismantle Me"
- Disturbed - "Intoxication"
- Dope - "Bitch"
- Dope - "Burn"
- Dope - "Falling Away"
- Dope - "Motivation"
- Dope - "So Low"
- The Faders - "Lonely Punk"
- Faith No More - "Digging The Grave"
- Fear - "No More Nothing"
- Jet - "Take It Or Leave It"
- Metallica - "Motorbreath"
- The Misfits - "20 Eyes"
- Pennywise - "Now I Know"
- Slipknot - "Don't Get Close"
- Slipknot - "Wait And Bleed"
- Static-X - "Destroy All"
- The Stooges - "Funhouse"
- Thrice - "Artist In The Ambulance"
- Vaux - "Switched On"

### Músicas Instrumentais
- Dope - "Bitch"
- Dope - "Burn"
- Dope - "Falling Away"
- Dope - "Motivation"
- Dope - "So Low"
- God Forbid - "Better Days"
- Ill Niño - "Cleasing"
- Ill Niño - "Rebirth"
- Ill Niño - "Te Amo (I Hate you)"
- Ill Niño - "Two (Vaya Con Dios)"
- Ill Niño - "When it Cuts"
- Prototype - "Probe"
- Slipknot - "Heretic Anthem"